# Шандриголове
Шандриголо́ве — село в Україні, в Лиманській міській територіальній громаді Донецької області. У селі мешкає 1035 осіб.

## Історія
В царські роки слобода Шандригайлова належала до Шандриголівської волості Ізюмського повіту. До парафії святого Івана Богослова (Харківської єпархії), що знаходилась в слободі належали села: Варварівка, Вівсянівка, Дерилів, Дмитрівка, Іванівка, Краснощоківка (Червонощоківка), Лозове (Лозоватий), Петрівка, Рідкодуб; хутори: Виползівський, Жолобки, Злодіївка, Карпівка, Кузьмінський, Новоселівка, Рівчаків, Середній.
В радянські часи храм було зруйновано, а в пострадянські часи відновлено та відбудовано.
З травня по вересень 2022 року село перебувало в російській окупації. 27 вересня в рамках боїв за Лиман село було звільнено ЗСУ.